# Vinícius da Silva
Vinícius Joaquim da Silva (ur. 1999) – brazylijski zapaśnik walczący w stylu wolnym. Srebrny medalista mistrzostw panamerykańskich w 2022. Wicemistrz Ameryki Południowej w 2019 roku.